# Compsobracon longipes
Compsobracon longipes är en stekelart som först beskrevs av Gyöö Viktor Szépligeti 1901.  Compsobracon longipes ingår i släktet Compsobracon och familjen bracksteklar. Inga underarter finns listade i Catalogue of Life.